# Matej Delač
Matej Delač (* 20. August 1992 in Gornji Vakuf-Uskoplje, Bosnien und Herzegowina) ist ein kroatischer Fußballtorhüter, der seit 2018 beim AC Horsens unter Vertrag steht.

## Karriere

### Inter Zaprešić
Delač begann seine Karriere in der Jugendabteilung von Inter Zaprešić. Nach Auftritten in den Jugendnationalmannschaften zog er die Aufmerksamkeit einiger europäischer Topklubs auf sich. Im Sommer 2008 absolvierte er ein Probetraining bei Benfica Lissabon. Doch die beiden Vereine konnten sich nicht einig werden und der Transfer platzte.
Am 22. Februar 2009 gab sein Debüt in der 1. HNL gegen NK Zagreb und wurde damit im Alter von 16 Jahren und 186 Tagen jüngster Spieler aller Zeiten, der zu einem Einsatz in der 1. HNL kam. Bei seinem Debüt hielt er einen Elfmeter und sicherte seinem Team den 1:0-Sieg. Er behielt seine konstant gute Leistung bei und absolvierte bis zum Ende der Saison 15 Partien. In der darauffolgenden Saison kamen nochmal 23 dazu.

### FC Chelsea
Im September 2009 gab Inter Zaprešić bekannt, dass Delač in der Winterpause für drei Millionen Euro zum FC Chelsea wechselt. Er unterschrieb einen Fünf-Jahres-Vertrag.
Nachdem er innerhalb eines halben Jahres beim FC Chelsea zu keinem Profieinsatz gekommen war, wurde er für ein Jahr an den niederländischen Verein Vitesse Arnheim verliehen. Allerdings kam er dort zu keinem Ligaspieleinsatz.
2011 wurde Delač an den tschechischen Verein Dynamo České Budějovice ausgeliehen. Nach nur einem Ligaeinsatz kehrte er zum FC Chelsea zurück.
Im Sommer 2012 wurde er an den portugiesischen Erstligisten Vitória Guimarães verliehen. Weil er dort jedoch nur einmal zum Einsatz kam, verlieh man ihn im Januar 2013 direkt an seinen früheren Verein Inter Zaprešić weiter. Zur Saison 2012/13 wurde er an den serbischen Verein FK Vojvodina Novi Sad verliehen. Nach weiteren Leihstationen wie der FK Sarajevo und dem AC Arles-Avignon, kehrte er im Januar 2015 wieder auf Leihbasis nach Sarajevo zurück. Dann folgte eine Leihe zu Royal Excel Mouscron, ehe er 2018 fest an den AC Horsens in Dänemark verkauft wurde.

### Nationalmannschaft
Zwischen 2007 und 2010 durchlief er mehrere U-Nationalmannschaften Kroatiens. Insgesamt brachte er es auf 25 Länderspiele.
Am 30. August 2009 wurde Delač für die Qualifikationsspiele zur WM 2010 gegen Belarus und England nominiert. Damit wurde er jüngster kroatischer Spieler, der jemals für ein A-Länderspiel nominiert wurde. Am 16. November 2010 debütierte er bei einem Freundschaftsspiel gegen Slowenien für die U-21-Nationalmannschaft.